# Rodolfo Guaves
Rodolfo Guaves (nascido em 21 de agosto de 1953) é um ex-ciclista filipino. Ele representou seu país durante os Jogos Olímpicos de Verão de 1984 e competiu nos Jogos Asiáticos de 1982.